# Histiotus laephotis
Histiotus laephotis — вид ссавців родини лиликових. 

## Проживання, поведінка
Країна поширення: Аргентина, Болівія, Перу. Знайдений тільки в лісах.

## Загрози та охорона
Вирубка лісу є загрозою. 